# Kabupaten Manokwari
Kabupaten Manokwari är ett kabupaten i Indonesien.   Det ligger i provinsen Papua Barat, i den östra delen av landet, 3 000 km öster om huvudstaden Jakarta. Antalet invånare är 187 726.